# Station Mülheim (Ruhr) West
Station Mülheim (Ruhr) West (Duits: Bahnhof Mülheim (Ruhr) West) is een S-Bahnstation in de Duitse stad Mülheim an der Ruhr. Het station ligt aan de spoorlijnen Mülheim-Styrum - Bochum en Duisburg-Ruhrort - Essen.

## Treinverbindingen
| Serie | Treinsoort            | Route                                                                                          | Bijzonderheden |
| ----- | --------------------- | ---------------------------------------------------------------------------------------------- | -------------- |
| S 3   | S-Bahn (DB Regio NRW) | Oberhausen Hbf – Mülheim (Ruhr) West – Mülheim (Ruhr) Hbf – Essen Hbf – Hattingen (Ruhr) Mitte |                |